# Mustafa bəy Əlibəyov

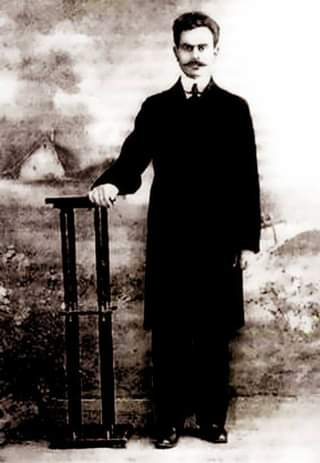
Mustafa bəy Əlibəyov

Mustafa bəy Əlibəyov (* 1872 in Nukha; † 1945) war ein aserbaidschanischer Publizist, Schriftsteller, Dramatiker und Rechtsanwalt. Er war Herausgeber der Zeitschrift Ishiq, Mitglied der Wohltätigkeitsgesellschaft „Nijat“, der Gesellschaft „Help to the Needy“, Sekretär der Wohltätigkeitsgesellschaft „Hidayat“ und Mitglied der Ahrar-Partei.

## Leben

### Kindheit, Jugend und Ausbildung
Mustafa bəy Əlibəyov wurde 1872 in der Stadt Nukha in Aserbaidschan geboren. In seinen ersten Schuljahren erlernte er die arabisch-persischen Sprachen perfekt. Er studierte an der russisch-tatarischen Schule in Scheki. Er absolvierte 1892 das Tifliser Gymnasium. In diesen Jahren studierte er Russisch und Französisch.

### Karriere und soziale Aktivität
Im Jahr 1892 begann er als Übersetzer des Chefermittlers am Bezirksgericht des Gouvernements Baku zu arbeiten. Er war Mitglied der gemeinnützigen Gesellschaft „Nijat“. Er war nicht nur als Anwalt bekannt, sondern auch als Literaturkritiker. Er arbeitete als Publizist, Schriftsteller und Dramatiker. Er schrieb seine Artikel unter dem Pseudonym „Yukharibashlı“. Dies liegt daran, dass er im Yukharibash-Viertel von Sheki lebt.
1905 schrieb er den Artikel „Absheron Oil Island“ und 1914 das Theaterstück „Our Bloods that shed at the Gates of Courts“ und das Libretto „The Executioner's Victim“. Das sechsaktige Stück „Unsere blutigen Tränen, die an den Türen der Gerichte vergossen werden“ beschreibt die Willkür und den Aufschub, die an den Höfen und Diwanen des Zaren stattfanden, die Willkür armenischer Beamter und ihre beleidigenden Ansichten über das Volk. Das Libretto „Das Opfer des Henkers“ verfasste er auf Russisch. Das Libretto erzählte auch von der Tragödie von Frau Gulbahar Akhriyeva, der Leiterin von H.Z. Taghiyevs Gymnasium für Mädchen.

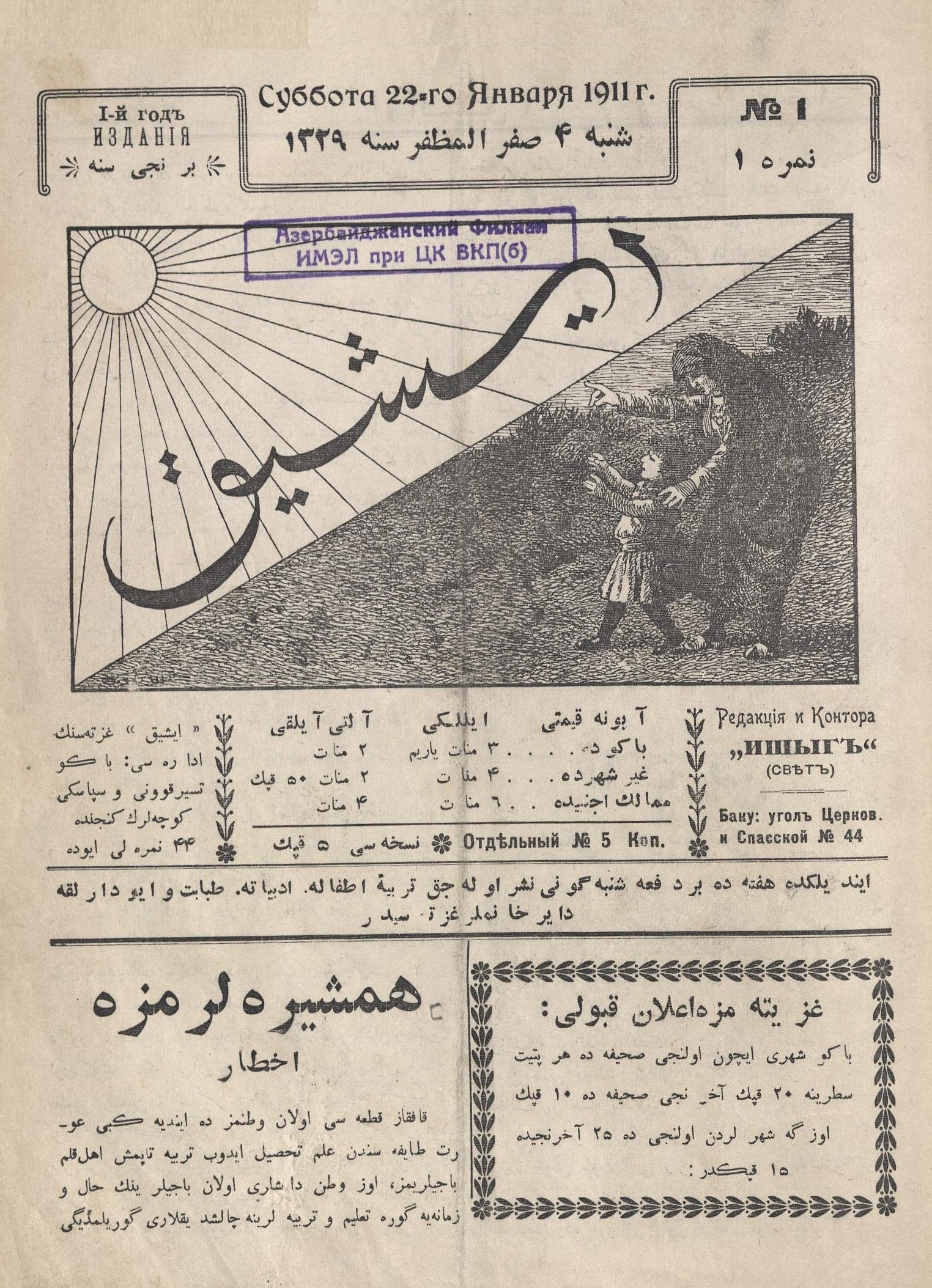
Das Cover der ersten veröffentlichten Ausgabe des Ishiq-Magazins

1905 war er Sekretär der Wohltätigkeitsgesellschaft „Hidayat“, die unter dem Vorsitz von Haji Zeynalabdin Taghiyev gegründet wurde. Um Baku-Öl vor dem Monopol des ausländischen Kapitals zu retten und es zum Wohle der Menschen zu nutzen, ergriff er die Initiative und gründete unter der Gesellschaft die Ölgesellschaft „Hidayati-Islamiyya“. Zu diesem Zweck entwarf er die Satzung des Unternehmens mit 27 Punkten. Die „Hidayat“-Gesellschaft wandte sich gegen religiösen Fanatismus. Der Verein appelliert an die Menschen, dass diese Bräuche und Zeremonien den Menschen nur schaden. Der Sekretär der Gesellschaft, Mustafa Bey Alibeyov, schrieb darüber einen Artikel in der Zeitung „Irshad“. Dieser Appell löste bei den religiösen Fanatikern der Stadt Zorn aus. Einige forderten sogar die Enthauptung einiger Mitglieder der Gemeinschaft – Gazi Mir Muhammad Karim und Mustafa Bey Alibeyov. Später zündeten sie die Haustür von Muhammad Karim an. Mustafa Bey Alibeyov verlässt sein Haus einige Zeit lang nicht, um der Verfolgung zu entgehen.
Am 12. Januar 1911 begann die Veröffentlichung der ersten Frauenzeitschrift Aserbaidschans, „Ishiq“, deren Herausgeberin seine Frau Khadija Alibeyova war. Das Magazin wurde mit finanzieller Unterstützung von Haji Zeynalabdin Taghiyev veröffentlicht. Da einige Artikel des Magazins auf Russisch verfasst waren, wurden sie außerhalb von Baku in Tiflis, Moskau, Eriwan und Kiew gelesen. Die Veröffentlichung der Zeitschrift dauerte bis Ende 1912, in dieser Zeit erschienen 68 Ausgaben. Zu verschiedenen Zeiten trat er mit offenen und geheimen Unterschriften in der Presse auf. Er war einer der Hauptautoren der Zeitung „Basirat“, die von April 1914 bis 1920 erschien.
1913 beteiligte er sich am Prozess gegen Molla Ruhulla Mammadzadehs Ermordung.
Er gehörte zu den Spendern der „Nuxa-Hürriyeti-Maarif-Gesellschaft“, die ihre Tätigkeit im Jahr 1917 aufnahm.
Nach der Februarrevolution nahm er politische Aktivitäten auf und schloss sich der Partei „Ahrar“ an. Als Mitglied der „Help the Needy“-Gesellschaft lehnte er den Erwerb der Waffen der Soldaten der Wilde Division ab und forderte die Rückgabe ihrer Waffen vom Baku-Kommissariat. Er beteiligte sich an der Überführung der türkischen Militärgefangenen in den Osmanisches Reich.
Nach der Gründung der Aserbaidschanischen Demokratischen Republik wurde er Mitglied des Schriftstellerverbandes „Grüner Stift“. Unterstützte die Bevölkerung durch die Organisation „Hilfe für Bedürftige“ mit Nahrungsmitteln und Kleidung.
1920, nach der Invasion im April, zog er nach Sheki, wurde dort Volksrichter für wichtige Fälle, Leiter der Anwaltskanzlei und Mitglied des „Mudafiun-Teams“ in Ganja.

### Tod
Im Jahr 1937 wurde er nach Sibirien verbannt und zu acht Jahren Gefängnis verurteilt. Er starb 1945. Der Ort seines Grabes ist unbekannt.

## Familie
Mustafa bəy Əlibəyovs Vater war Schreiber im Palast von Sheki Khan.
Mustafa bəy Əlibəyov heiratete Khadija Subhanguliyeva. Er wurde 1884 in Tiflis geboren. Hier absolvierte sie nach ihrem Studium am russischen Mädchengymnasium das Olginskaya Hebammeninstitut Transkaukasiens. 1908 nahm sie zusammen mit 14 Damen an der Eröffnung der Frauenabteilung der Heilsgesellschaft teil. Er war Herausgeber der ersten Frauenzeitschrift Aserbaidschans, „Ishiq“. Aus dieser Ehe gingen 5 Kinder hervor.